# Mesochorus longiscutatus
Mesochorus longiscutatus är en stekelart som beskrevs av Dasch 1971. Mesochorus longiscutatus ingår i släktet Mesochorus och familjen brokparasitsteklar. Inga underarter finns listade i Catalogue of Life.